# Tetrazygia brachycentra
Tetrazygia brachycentra là một loài thực vật có hoa trong họ Mua. Loài này được (Griseb.) C. Wright miêu tả khoa học đầu tiên năm 1868.